# Gwendolen Fer
Gwendolen Fer (* 2. Februar 1986 in Toulouse) ist eine französische Vielseitigkeitsreiterin, Leiterin eines Reitstalls und Ausbilderin. Sie gewann 2017 die Étoiles de Pau und ist damit die erste französische Frau, die eine Prüfung auf dem höchsten Niveau gewann.

## Leben
Sie stammt aus einer sportlichen, aber nicht-reitenden Familie aus Toulouse, wo sie auch aufwuchs. Sie begann mit fünf Jahren Mittwochnachmittags auf Ponys zu reiten. Drei Jahre später bestritt sie ihr erstes Turnier und war nacheinander in allen Altersklasse, den Ponyreitern, den Junioren und den Jungen Reitern, sehr erfolgreich. Sie ist Reitlehrerin und Betriebswirtin. 2009 wechselte sie zur weiterführenden Ausbildung an die Hochschule für Management in Grenoble. In diesem Jahr übernahm sie mit ihrer Familie die Ecurie des Houarn. Der Name Houarn bedeutet auf Bretonisch Eisen und Hufeisen, eine Anspielung auf ihren Namen „Fer“, der auf Französisch ebenfalls Eisen bedeutet. Die Ecurie des Houarn liegt in Südfrankreich zwischen Toulouse und Carcassonne.
Ihr Manager ist ihr Bruder Grégory Fer, der Geschäftsführer bei Morgan Stanley in Paris ist. Ihr Lebenspartner ist Maxime Châtaignier, ein ehemaliger Shorttrack-Skater, der im Jahr 2010 über 500 m Europameister wurde.

## Laufbahn
2002, im Alter von 16 Jahren, startete sie mit ihrem braunen Wallach Day Nice bei ihrem ersten CCI* in Dijon und erreichte den 9. Platz. und wurde französische Juniorenmeisterin. Bei den Jungen Reitern wurde sie drei Jahre später französische Meisterin mit Leria du Ter, die sie als Fünfjährige erwarb.
2009 nahm sie mit Leria du Ter an ihrer ersten Prüfung in der schwersten internationalen Klasse in Pau teil und wurden Siebte. Pau in Frankreich ist eine der sechs Prüfungen im Jahr, die weltweit auf höchstem Niveau ausgetragen werden. Die anderen fünf Prüfungen sind Burghley und Badminton in Großbritannien, Luhmühlen in Deutschland, Kentucky in den USA und die Australian International. Diese sechs Prüfungen genießen in der Vielseitigkeitsszene ein größeres Ansehen als Europa-Meisterschaften, Weltmeisterschaften oder die Olympischen Sommerspiele, welche auf niedrigerem Niveau ausgetragen werden, damit mehr Nationen teilnehmen können.
2010 wurde sie mit Leria du Ter in Pau Sechste und blieben trotz widriger Umstände fehlerfrei, sowohl im Gelände (gebrochenes Vorderzeug) als auch im Springen (sintflutartiger Regen). 2011 wurde Fer in den französischen Kader aufgenommen, wo sie als jüngstes Mitglied die einzige Frau war. 2012 vollendete sie auf der dunkelbraunen Selle-Francais-Stute Leria du Ter Burghley.
2016 erreichte sie mit Romantic Love Platz 16 in Badminton. Der braune, 2005 geborene Selle-Francais-Wallach Romantic Love, vom Oldenburger Springhengst L’Arc de Triomphe, aus der Sherlove Ville xx, wurde 2005 von Lydia Gallone gezogen. Fer erwarb ihn als Zweijährigen und bildete ihn selber aus.
Mit Romantic Love gewann sie 2017 in Pau als erste französische Frau eine CCI****-Prüfung, welche seit 2019 CCI***** heißen.
2022 wurde sie in Vittel französische Meisterin mit Romantic Love.